# UFC 222
UFC 222: Cyborg vs. Kunitskaya è stato un evento di arti marziali miste tenuto dalla Ultimate Fighting Championship il 3 marzo 2018 alla T-Mobile Arena di Paradise,  nell'area metropolitana di Las Vegas, negli Stati Uniti.

## Risultati
|                                           | Divisione             |                     |                 |                    | Metodo                                      | Round           | Tempo           | Premio          |
| Card Principale                           | Card Principale       | Card Principale     | Card Principale | Card Principale    | Card Principale                             | Card Principale | Card Principale | Card Principale |
| ----------------------------------------- | --------------------- | ------------------- | --------------- | ------------------ | ------------------------------------------- | --------------- | --------------- | --------------- |
| Sfida valida per il titolo di campionessa | Pesi piuma femminili  | Cris Cyborg (c)     | batte           | Yana Kunitskaya    | KO tecnico (pugni)                          | 1               | 3:25            |                 |
|                                           | Pesi piuma            | Brian Ortega        | batte           | Frankie Edgar      | KO (pugni)                                  | 1               | 4:44            | POTN            |
|                                           | Pesi gallo            | Sean O'Malley       | batte           | Andre Soukhamthath | Decisione unanime (29-27, 29-27, 29-28)     | 3               | 5:00            | FOTN            |
|                                           | Pesi massimi          | Andrei Arlovski     | batte           | Stefan Struve      | Decisione unanime (29-28, 29-28, 30-27)     | 3               | 5:00            |                 |
|                                           | Pesi gallo femminili  | Ketlen Vieira       | batte           | Cat Zingano        | Decisione non unanime (28-29, 29-28, 29-28) | 3               | 5:00            |                 |
| Card Preliminare (Fox Sports 1)           |                       |                     |                 |                    |                                             |                 |                 |                 |
|                                           | Pesi paglia femminili | Mackenzie Dern      | batte           | Ashley Yoder       | Decisione non unanime (28-29, 29-28, 29-28) | 3               | 5:00            |                 |
|                                           | Pesi leggeri          | Alexander Hernandez | batte           | Beneil Dariush     | KO (pugno)                                  | 1               | 0:42            | POTN            |
|                                           | Pesi gallo            | John Dodson         | batte           | Pedro Munhoz       | Decisione non unanime (28-29, 30-27, 29-28) | 3               | 5:00            |                 |
|                                           | Pesi medi             | C. B. Dollaway      | batte           | Hector Lombard     | Squalifica (pugni illegali)                 | 1               | 5:00            |                 |
| Card Preliminare (UFC Fight Pass)         |                       |                     |                 |                    |                                             |                 |                 |                 |
|                                           | Pesi welter           | Zak Ottow           | batte           | Mike Pyle          | KO tecnico (pugni)                          | 1               | 2:34            |                 |
|                                           | Pesi gallo            | Cody Stamann        | batte           | Bryan Caraway      | Decisione non unanime (28-29, 29-28, 29-28) | 3               | 5:00            |                 |
|                                           | Pesi mediomassimi     | Jordan Johnson      | batte           | Adam Milstead      | Decisione non unanime (29-28, 27-30, 29-28) | 3               | 5:00            |                 |

## Premi
I lottatori premiati ricevettero un bonus di 50.000 dollari.
Legenda:
- FOTN: Fight of the Night (vengono premiati entrambi gli atleti per il miglior incontro dell'evento)
- POTN: Performance of the Night (viene premiato il vincitore per la migliore performance dell'evento)